# Le Nouveau Voisin
Pour plus de détails, voir Fiche technique et Distribution.
Le Nouveau Voisin ou Ce cher voisin (The New Neighbor) est un dessin animé de la série des Donald produit par Walt Disney pour Buena Vista Pictures et RKO Radio Pictures, sorti le 1er août 1953.

## Synopsis
Donald vient de s'installer dans sa nouvelle maison, mais il découvre que son voisin, Pat, avait pris l'habitude vider sa poubelle et d'envoyer jouer son énorme chien dans le jardin de notre pauvre canard, ainsi que de venir faire ses courses dans le frigo de Donald...

## Fiche technique
- Titre original : The New Neighbor
- Série : Donald Duck
- Réalisateur : Jack Hannah
- Scénaristes : Nick George et Milt Schaffer
- Animateurs : Edwin Aardal, Al Coe, Volus Jones, Bill Justice et George Kreisl
- Effets visuels: Dan McManus
- Layout: Yale Gracey
- Décors : Thelma Witmer
- Musique: Edward H. Plumb
- Voix : Clarence Nash (Donald) et Billy Bletcher (voix de Pat)
- Producteur : Walt Disney
- Société de production : Walt Disney Productions
- Distributeur : Buena Vista Pictures et RKO Pictures
- Date de sortie : 1er août 1953[1]
- Format d'image : couleur (Technicolor)
- Son : Mono (RCA Photophone)
- Durée : 6 min
- Langue : (en)
- Pays de production :  États-Unis

## Voix françaises
- Sylvain Caruso : Donald Duck
- Michel Vocoret : Pat Hilbulaire
- Hervé Jolly : le narrateur

## Titre en différentes langues
D'après IMDb :
- Argentine : El Nuevo vecino
- Finlande : Uudet naapurit
- Suède :  Kalle Ankas nye granne
- France : Le Nouveau Voisin